# 太陽エネルギー粒子線
太陽エネルギー粒子線（たいようエネルギーりゅうしせん）とは太陽活動により宇宙空間に放出される荷電粒子のこと。地球近傍では、数KeV/n〜数百MeV/nのエネルギーに達するものが観測されている。
太陽フレアによって発生される高エネルギー荷電粒子や太陽風と呼ばれる陽子や電子、アルファ粒子が主成分であるが、まれに重イオンも組成する。磁気嵐等を引き起こし、通信障害・電波障害の原因となる。